# Fender Aerodyne Jazz Bass
Fender Aerodyne Jazz Bass je model električne bas-gitare koju je Fender proizveo krajem 2004. godine.

Model Aerodyne Jazz proizveden je u dvije različite konfiguracije. Za domaće američko, i japansko tržište. Prva verzija modela je s podijeljenim dvodjelnim P-bas elektromagnetom u sredini, i standardnim J elektromagnetom bliže mostu gitare. I drugi oblik je konfiguracija s dva J elektromagneta. Obje verzije modela opremljene su s jednim potom za glasnoću (za svaki elektromagnet), i zajedničkim potom za kontrolu tona. Tijelo Aerodyne Bass gitare samo naizgled sliči na klasični Jazz model. U stvarnosti je znatno drugačija. Za usporedbu: tijelo Aerodyne modela zbog neobičnog 39" gornjeg radijusa je od standardnog tijela modela malo tanja (u biti to je zajednička osobina mnogim modelima aerodin serije), što je dizajnerima omogućilo privlačenje mosta bliže vrhu tijela, i time su stvorili njegov specifični/prepoznatljivi aerodyne izgled. Od standardnog modela različit je i po težini: standardni teži približno 10 kg, dok model Aerodyne teži samo 7 kg. Model Aerodyne Jazz ima ugrađen tanki vrat "C" oblika, s 20 pragova i 1,5" širokom kobilicom na njemu. Tonskih oznaka/markera nema na prednjici hvataljke, nego su uočljivi samo sa strane vrata. Jedna od novina je dodani Stratocaster-ov izlaz za spoj gitarskog kabela na prednjem obodu tijela. Na tržištu su dostupni samo u crnoj boji. Modeli proizvedeni u Japanu kvalitetom ne odstupaju od američkih modela. 

## Fender Aerodyne Classic Precision Bass Special
Ova varijanta Aerodyne Jazz-a proizvedena je 2006. godine. Tijelo gitare je zaobljeno (izrađeno od lipe), komu je gornja ploha (praksa kod svih modela) presvučena javorom. Na tijelu je pričvršćena troslojna bijela ploča.
  Konfiguracija elektromagneta je P / J model, a vrat gitare izrađen je od palisandera i sadrži 20 pragova s pearloid oznakama tona na hvataljci. Glava bas-gitare specifično je dizajnirana za ovaj model, koji je bio dostupan u: plavoj, prirodnoj boji drveta i tamno crvenoj završnici.

## Fender Jazz Bass aerodin (proizveden u Japanu za domaće tržište)
Ova verzija Jazz Bass aerodin proizvedena je 2006. godine, samo za japansko tržište. Model također ima zaobljeno tijelo izrađeno od lipe, a na gornjoj plohi ima pričvršćenu troslojnu bijelu ploču. Vrat bas-gitare je "C" oblika, s 20 pragova utisnutih u hvataljku od palisandera. Oznake tonova su izrađene od pearloid plastike. Kanfiguracija elektromagneta je kao i u Classic modelu, stim da je kontrolna ploča s potovima, i izlaz za spoj gitare, urađeno od kroma. Model je bio dostupan u: crnoj, sivoj (metalik), svijetlo crvenoj (metalik) i bijeloj boji.

## Fender Aerodyne Medium Scale Jazz Bass (proizveden u Japanu za domaće tržište)
Proizvodnja ovog modela počela je 2003. godine u Japanu, prije početka proizvodnje USA modela. Najraniji izrađeni primjeri imaju otisnut AJB-90M/DJ serijski broj. Model je dizajniran s 32" (406mm) dužinom skale (srednja dužina klasičnog Jazz Bass-a), ali se mogu upotrijebiti i žice predviđene za 34" dužinu skale. I ova verzija aerodin Jazz-a slična je ostalim modelima urađenim za japansko tržište. Konfiguracija elektromagneta nešto je drugačija od Jazz Bass aerodin modela. Umjesto P / J modela u ovaj model ugrađena su oba J DiMarzio elektromagneta, koji su dizajnirani i proizvedeni u Japanu. Modeli proizvedeni 2007. godine s 32" dužinom skale imaju otisnut AJB-M/DJ serijski broj, i dostupni su na tržištu u: crnoj, bijeloj i plavoj (metalik) boji. Proizvodnja je prekinuta početkom 2008. godine.

## Vanjske poveznice
- "Fender Aerodyne Jazz Bass - službena Fender stranica"[neaktivna poveznica]